# Кузнецова-Дружинина, Надежда Прокопьевна
Наде́жда Проко́пьевна Кузнецо́ва-Дружи́нина (3 марта 1923, Алёнкино, Краснококшайский кантон, Марийская автономная область, РСФСР, СССР ― 9 января 1993, Йошкар-Ола, Марий Эл, Россия) ― марийская советская танцовщица и балетмейстер. Солистка Государственного ансамбля песни и танца «Марий Эл» (1951―1974), главный балетмейстер народного фольклорно-этнографического ансамбля «Марий памаш» (1974―1993). Заслуженная артистка РСФСР (1970). Народная артистка Марийской АССР (1960). Лауреат Государственной премии Марийской АССР (1982).

## Биография
Родилась 3 марта 1923 года в деревне Алёнкино ныне Медведевского района Марий Эл (в черте Йошкар-Олы).
В 1939 году окончила Йошкар-Олинский музыкально-театральный техникум .
В годы Великой Отечественной войны ― участница фронтовой концертной бригады Марийской государственной филармонии.
С 1951 года ― солистка Государственного ансамбля песни и пляски «Марий Эл». В 1966 году её танцы вошли в фильм «Сказ о земле марийской».
С 1974 года ― главный балетмейстер народного фольклорно-этнографического ансамбля «Марий памаш». С течением времени ансамбль стал лауреатом международных, всероссийских, межрегиональных фестивалей и конкурсов в России, Венгрии, Финляндии, Эстонии, Испании, Украины.
В 1977 году ей присвоено звание «Народная артистка Марийской АССР», в 1980 году ― почётное звание «Заслуженная артистка РСФСР».
Скончалась 9 января 1993 года в Йошкар-Оле, похоронена там же.

## Признание
- Заслуженная артистка РСФСР (1970)[1][2]
- Народная артистка Марийской АССР (1960)[1][2]
- Заслуженная артистка Марийской АССР (1952)[1][2]
- Государственная премия Марийской АССР (1982)[1][2]
- Премия Марийского комсомола имени Олыка Ипая (1980)[1][2]
- Орден «Знак Почёта» (1965)[1][2]
- Почётная грамота Президиума Верховного Совета Марийской АССР (1945, 1960)[1][2]

## Память
- С 2013 года имя артистки танца Н. П. Кузнецовой-Дружининой носит Республиканский конкурс балетмейстеров-постановщиков Марий Эл[8][9][10].
- В 2013 году в г. Йошкар-Оле во Дворце культуры имени XXX-летия Победы состоялся концерт, посвящённый 90-летию со дня рождения заслуженной артистки РСФСР и народной артистки Марийской АССР Н. П. Кузнецовой-Дружининой.